# 不合作运动 (2024年)
不合作运动（英語：Non-cooperation movement），又称一点运动，是2024年孟加拉国公职配额改革运动框架内发起的一场针对孟加拉国政府的抗议活动。该运动的唯一诉求是总理谢赫·哈西娜及其内阁的辞职。
尽管最初仅限于要求改革政府工作中的配额制度，这一运动在多名抗议者死亡后演变为一场大规模的反政府起义。运动的推动力还包括不断恶化的社会经济和政治问题，如政府对国家经济的管理不善、官员的猖獗腐败、人权侵犯、对谢赫·哈西娜削弱国家主权的指控，以及日益增加的权威主义和民主倒退现象。
2024年8月3日，反歧视学生运动的协调员提出唯一诉求，即总理及其内阁的辞职，并呼吁进行“全面不合作”。次日，暴力冲突爆发，导致包括学生在内的97人死亡。协调者呼吁于8月5日展开“长征”至达卡，以迫使哈西娜下台。当天，大批抗议者涌入首都。当地时间下午3点左右，谢赫·哈西娜辞职并逃往印度，这一她领导的政府的最大的盟国。在她下台后，孟加拉国全国范围内爆发了庆祝活动与暴力事件，同时军方和总统穆罕默德·谢哈布丁·楚普宣布成立由经济学家、诺贝尔经济学奖得主穆罕默德·尤努斯领导的临时政府。